# Tissage navajo

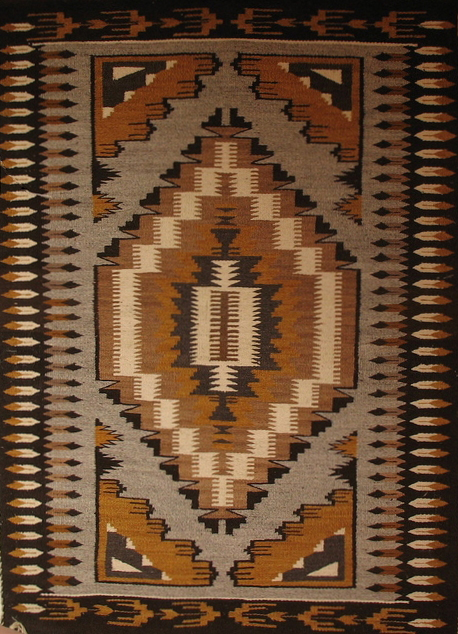
Un tapis navajo moderne.

Les tapis et couvertures navajos (en navajo : diyogí) sont des textiles produits par les Navajos de la région des Four Corners aux États-Unis. Les textiles navajos sont très appréciés et recherchés depuis plus de 150 ans. La production commerciale de couvertures et de tapis tissés à la main a été un élément important de l'économie navajo. Comme l'affirme un expert, « les meilleurs sarapes navajos classiques égalent la délicatesse et la sophistication de n'importe quel textile tissé sur métier à tisser pré-mécanique dans le monde ».
Les textiles navajos étaient à l'origine des couvertures utilisées comme manteaux, robes, couvertures de selle et à d'autres fins similaires. Vers la fin du XIXe siècle, les tisserands ont commencé à fabriquer des tapis pour le tourisme et l'exportation. Les textiles navajos typiques ont de forts motifs géométriques. Il s'agit d'un textile tissé de tapisserie plat produit d'une manière similaire aux kilims d'Europe de l'Est et d'Asie occidentale, mais avec quelques différences notables. Dans le tissage navajo, la technique de tissage fendu courante dans les kilims n'est pas utilisée, et la chaîne est une longueur continue de fil, ne s'étendant pas au-delà du tissage en une frange. Les commerçants de la fin du XIXe et du début du XXe siècle ont encouragé l'adoption de certains motifs kilims dans les dessins navajos.

## Histoire

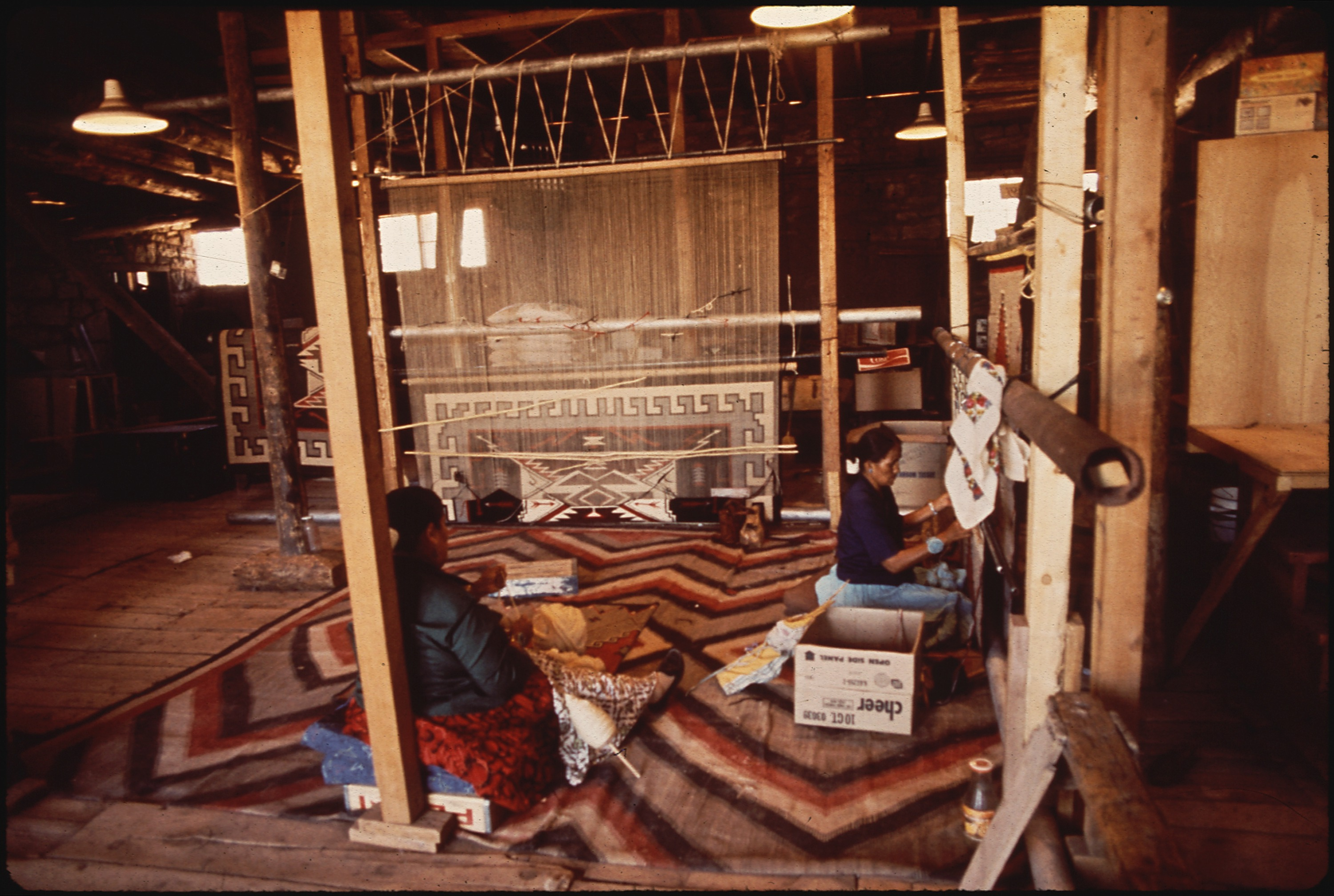
Tisserands navajos au travail, Hubbell Trading Post, 1972.

### Influence pueblo
Les Navajos pourraient avoir appris à tisser de leurs voisins pueblos lorsqu'ils se sont installés dans la région des Four Corners autour de l'an 1000 apr. J.-C.. Certains experts soutiennent que les Navajos n'étaient des tisserands qu'après le XVIIe siècle. Les Navajos ont obtenu le coton par les routes commerciales locales avant l'arrivée des Espagnols, après quoi ils ont commencé à utiliser la laine. Les Pueblos et les Navajos n'étaient généralement pas en bons termes en raison des fréquents raids navajos sur les villages pueblos, mais de nombreux Pueblos ont cherché refuge auprès de leurs voisins navajos à la fin du XVIIe siècle pour échapper aux conquistadors à la suite de la révolte des Pueblos. Cet échange social est probablement à l'origine de la tradition distinctive du tissage navajo. Les archives espagnoles montrent que les Navajos ont commencé à garder les moutons et à tisser des couvertures de laine à partir de cette époque.
L'étendue de l'influence des Pueblos sur le tissage navajo est incertaine. Comme le note Wolfgang Haberland, « les textiles préhistoriques pueblos étaient beaucoup plus élaborés que les textiles historiques, comme on peut le voir dans les quelques vestiges retrouvés par l'archéologie et dans les personnages costumés représentés dans les peintures murales de kivas avant le contact avec les Européens ». Haberland suggère que l'absence d'exemples de textiles pueblos de l'époque coloniale rend impossible de faire plus que de conjecturer si les origines créatives du tissage navajo sont issues de la culture navajo ou ont été empruntées aux peuples voisins,.

### Premières traces

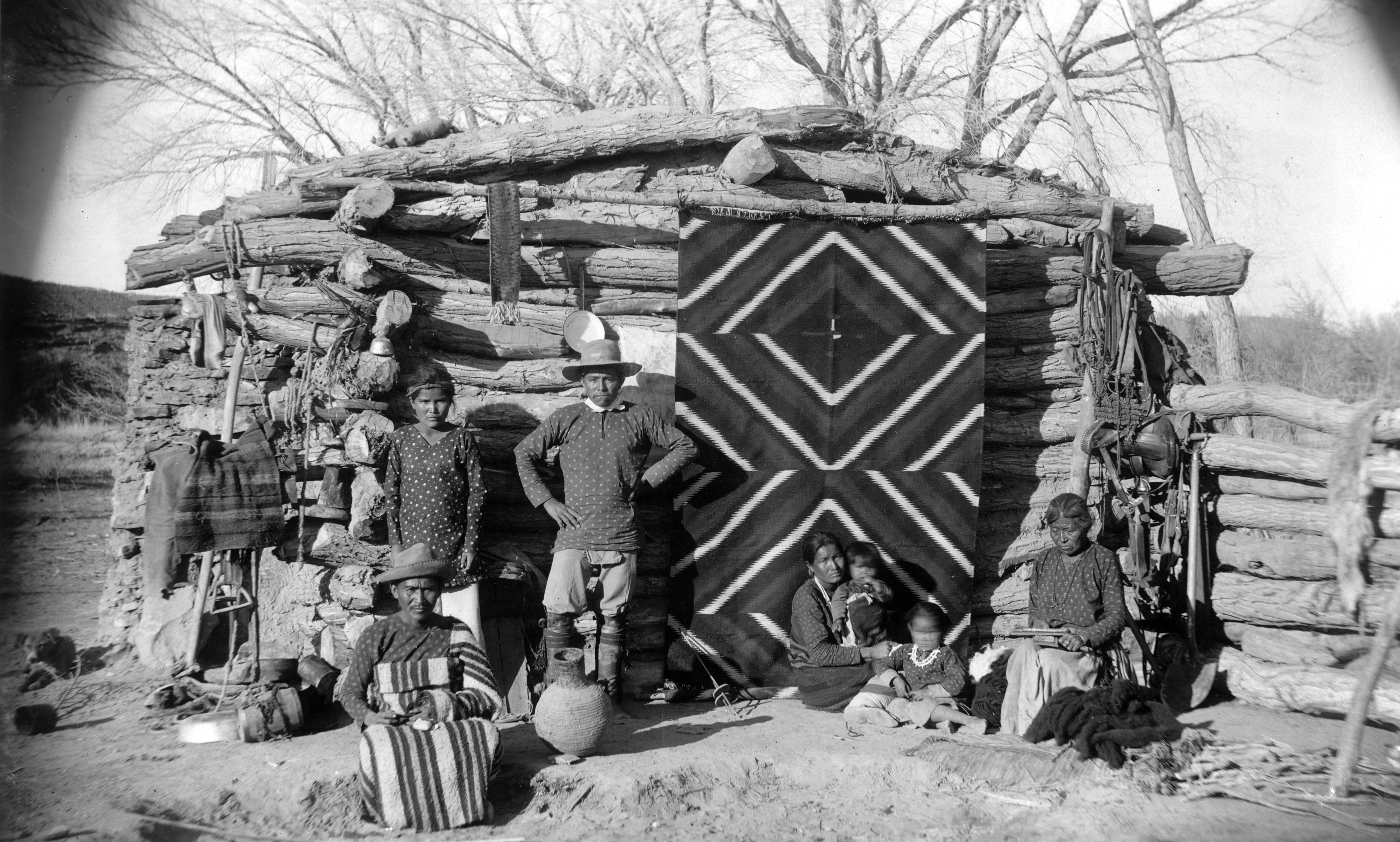
Hogan d'hiver navajo avec une couverture utilisée comme porte, 1880-1910.

Des documents écrits établissent que les Navajos sont de bons tisserands depuis au moins 300 ans, à commencer par les descriptions coloniales espagnoles du début du XVIIIe siècle. En 1812, Pedro Piño appelait les Navajos les meilleurs tisserands de la province. Peu de vestiges du tissage navajo du XVIIIe siècle ont subsisté ; les plus importants vestiges de premiers tissages navajos subsistant proviennent de Massacre Cave au canyon de Chelly, en Arizona. En 1804, un groupe de Navajos y a été tué, alors qu'il cherchait refuge contre des soldats espagnols. Pendant cent ans, la grotte est restée intacte en raison des tabous navajos jusqu'à ce que le commerçant local Sam Day y entre et récupère les textiles. Day a séparé la collection et l'a vendue à divers musées. La majorité des couvertures de Massacre Cave présentent des rayures unies, mais certaines présentent les motifs en gradin et losanges caractéristiques du tissage navajo ultérieur.

### Extension du commerce à une plus grande échelle

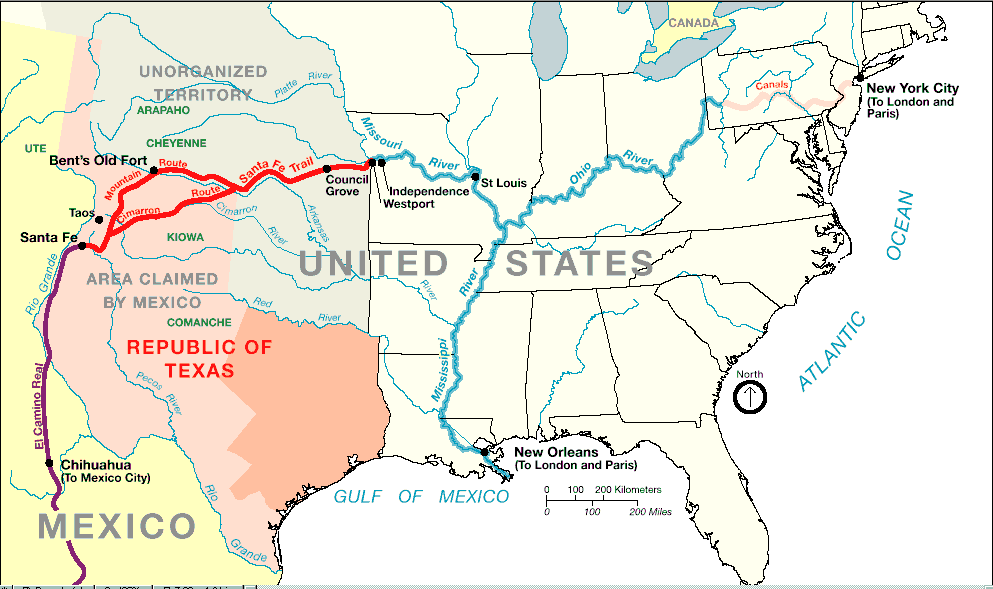
Carte de la piste de Santa Fe en 1845.

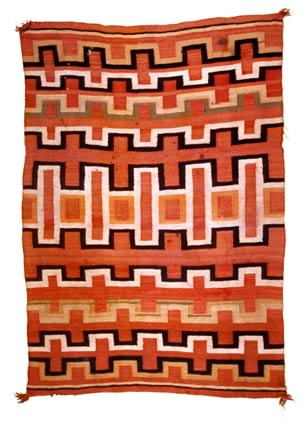
Une couverture de la période transitoire, tissée vers 1880-1885. Les fils épais filés à la main et les teintures synthétiques sont typiques des pièces fabriquées lors de la transition du tissage de couvertures au tissage de tapis, lorsque davantage de tissages étaient vendus à des étrangers.

Le commerce s'est développé après l'ouverture de la piste de Santa Fe en 1822, et un plus grand nombre de pièces ont subsisté. Jusqu'en 1880, tous ces textiles étaient des couvertures par opposition aux tapis. En 1850, ces objets commerciaux très prisés se vendaient 50 dollars en or, une somme énorme à l'époque.
Le chemin de fer a atteint les terres navajos au début des années 1880 et a entraîné une expansion considérable du marché des produits tissés navajos. Selon Kathy M'Closkey de l'université de Windsor en Ontario, au Canada, « la production de laine a plus que doublé entre 1890 et 1910, mais la production de textile a augmenté de plus de 800 % ». Les achats de fil manufacturé ont compensé le déficit de la production de laine. Les rapports du gouvernement fédéral affirmaient que ce tissage, qui était réalisé presque exclusivement par des femmes, était l'industrie navajo la plus rentable à cette époque. La qualité a diminué à certains égards alors que les tisserands tentaient de répondre à la demande. Cependant, aujourd'hui, le prix moyen d'un tapis est d'environ 8 000 $.
Plusieurs marchands euro-américains ont influencé le tissage navajo au cours des décennies suivantes. Le premier à faire la publicité des textiles navajos dans un catalogue fut C. N. Cotton en 1894. Cotton a encouragé la production et la commercialisation professionnelles parmi ses pairs et les tisserands dont ils vendaient le travail. Un autre commerçant nommé John. B. Moore, qui s'est installé dans les monts Chuska en 1897, a tenté d'améliorer la qualité des textiles qu'il commercialisait. Il a tenté de réglementer le processus de nettoyage et de teinture des artisans qui faisaient affaire avec lui et a expédié de la laine destinée à un tissage de qualité supérieure à l'extérieur de la région pour un nettoyage en usine. Il a limité la gamme de colorants dans les textiles qu'il commercialisait et a refusé de vendre des tissus contenant certains fils produits dans le commerce. Les catalogues de Moore identifiaient des pièces textiles individuelles plutôt que l'illustration de styles représentatifs. Il semble avoir joué un rôle déterminant dans l'introduction de nouveaux motifs dans le tissage navajo. Les tapis de la région du Caucase étaient populaires parmi les Anglo-Américains à cette époque. Les tisserands navajos et du Caucase travaillaient dans des conditions similaires et dans des styles similaires ; il était donc relativement simple pour eux d'incorporer des motifs du Caucase tels qu'un motif octogonal connu sous le nom de gul.

### Évolutions récentes
Un grand nombre de Navajos continuent de tisser pour le commerce. Les tisserands contemporains sont plus susceptibles d'apprendre le métier à partir d'un cours du Diné College, par opposition à la famille. Les textiles navajos contemporains ont souffert commercialement de deux ensembles de pressions : des investissements importants dans des exemples antérieurs à 1950 et la concurrence des prix des imitations étrangères. Les tapis navajos modernes commandent des prix élevés.

## Fabrication

### Laine et fil

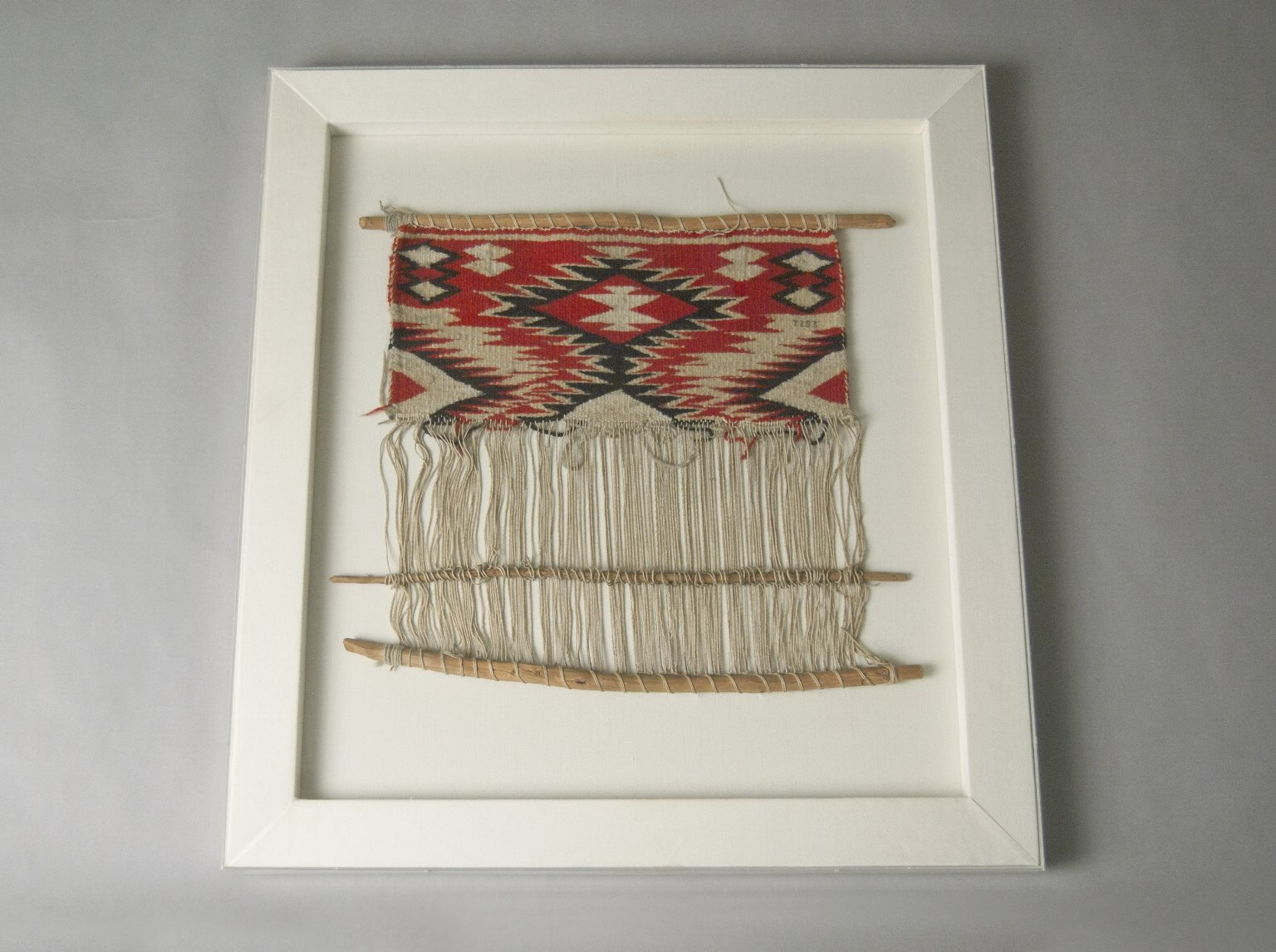
Modèle de métier à tisser navajo, fin du XIXe siècle, Brooklyn Museum.

À la fin du XVIIe siècle, les Navajos ont acquis des explorateurs espagnols la churra ibérique, une race de moutons. Ces animaux ont été développés en une race unique par les Navajos, aujourd'hui appelés navajo-churro. Ces moutons étaient bien adaptés au climat des terres navajos, et cela produisait une laine utile à longues fibres. La laine filée à la main de ces animaux était la principale source de fil pour les couvertures navajos jusqu'aux années 1860, lorsque le gouvernement des États-Unis a forcé le peuple navajo à déménager à Bosque Redondo et a saisi leur bétail. Le traité de paix de 1869 qui a permis aux Navajos de retourner sur leurs terres traditionnelles comprenait un règlement de 30 000 $ pour remplacer leur bétail. La tribu a acheté 14 000 moutons et 1 000 chèvres.
Les tapis navajos du milieu du XIXe siècle utilisaient souvent un fil à trois plis appelé Saxony, qui fait référence à des fils soyeux de haute qualité, teints naturellement. Les tons rouges des tapis navajos de cette période proviennent soit de Saxe, soit d'un tissu effiloché connu en espagnol sous le nom de bayeta, qui était une laine fabriquée en Angleterre. Avec l'arrivée du chemin de fer au début des années 1880, un autre fil produit à la machine est entré en usage dans le tissage navajo : le fil teint à l'aniline à quatre plis connu sous le nom de Germantown parce que le fil était fabriqué en Pennsylvanie.
Parmi les fils produits localement pour le textile navajo, la sélection aveugle ayant été opérée entre les années 1870 et 1890 a provoqué une baisse constante de la qualité de la laine. Des proportions croissantes de kemp cassant peuvent être trouvées dans des pièces bien conservées de l'époque. En 1903, des agents fédéraux ont tenté de remédier au problème en introduisant des béliers de Rambouillet dans la population reproductrice. Le Rambouillet est une race française qui produit de la bonne viande et des toisons lourdes et fines. Les souches de Rambouillet étaient bien adaptées au climat du Sud-Ouest, mais leur laine était moins adaptée au filage à la main. La laine de Rambouillet à fibres courtes a une frisure serrée, ce qui rend le filage à la main difficile. La teneur plus élevée en lanoline de sa laine nécessitait beaucoup plus de lavage avec une eau rare avant de pouvoir être teinte efficacement. De 1920 à 1940, lorsque les lignées de Rambouillet dominaient le stock de la tribu, les tapis navajos ont une laine bouclée caractéristique et parfois un aspect noué ou grumeleux.
En 1935, le département de l'intérieur des États-Unis a créé le Southwestern Range and Sheep Breeding Laboratory pour résoudre les problèmes que le stock de Rambouillet avait causés à l'économie navajo. Situé à Fort Wingate, au Nouveau-Mexique, l'objectif du programme était de développer une nouvelle lignée de moutons qui simulerait les caractéristiques de la laine du stock navajo-churro du XIXe siècle et fournirait également une viande adéquate. Les chercheurs de Fort Wingate ont collecté d'anciens stocks de navajo-churros dans des parties reculées de la réserve et ont embauché un tisserand pour tester leur laine expérimentale. La progéniture de ces expériences a été distribuée parmi le peuple navajo. La Seconde Guerre mondiale a interrompu la plus grande partie de cet effort lorsque les activités militaires ont repris à Fort Wingate.

### Coloration

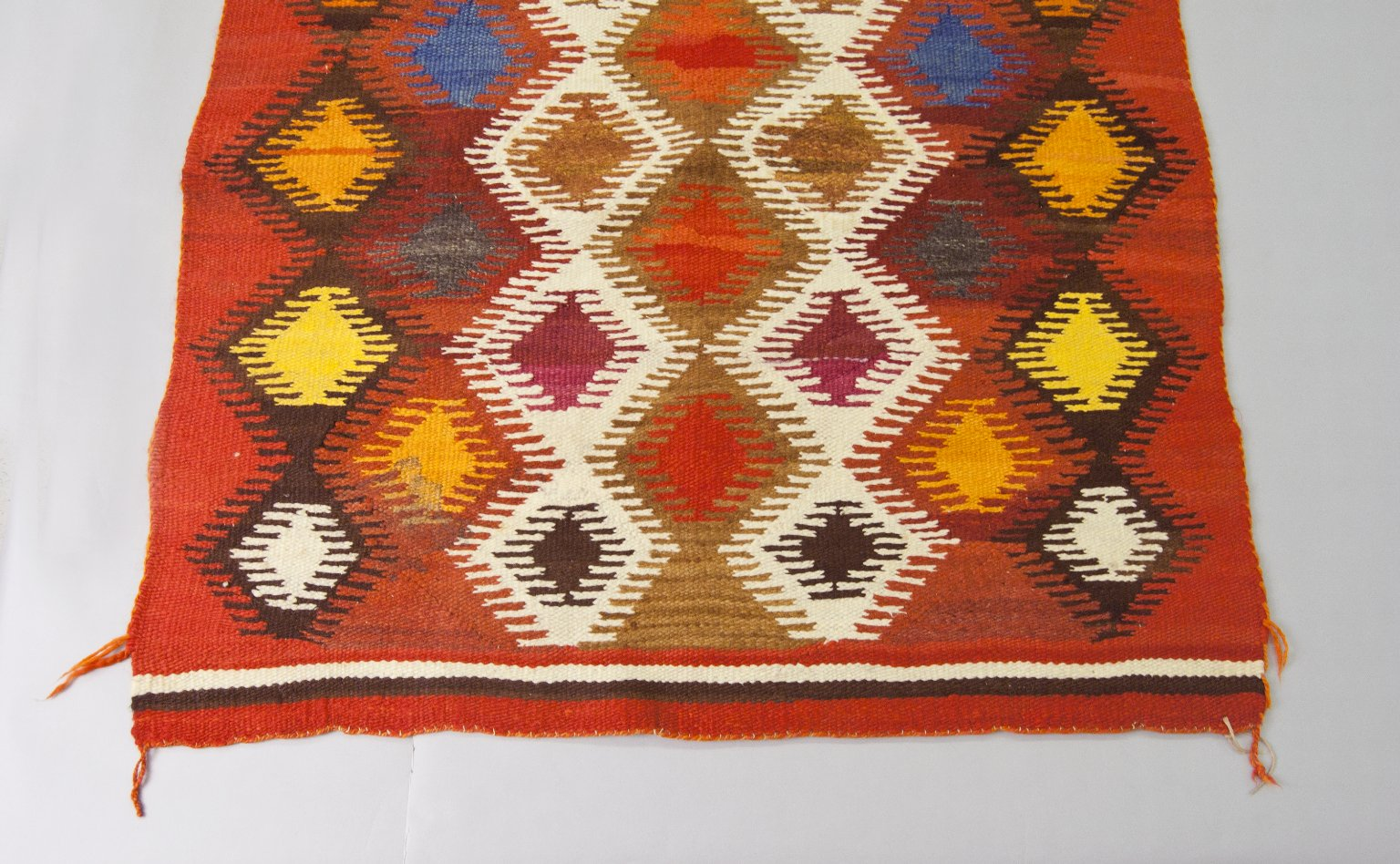
Tissage du milieu du XIXe siècle ou début du XXe siècle, Brooklyn Museum.

Avant le milieu du XIXe siècle, la coloration du tissage navajo était principalement brune, blanche et indigo naturelle. Le colorant indigo était obtenu par le commerce et acheté en morceaux.
Au milieu du siècle, la palette s'était élargie pour inclure le rouge, le noir, le vert, le jaune et le gris, ce qui signifie différents aspects de la terre tels que définis par différents emplacements de la réserve. Les Navajos utilisaient l'indigo pour obtenir des nuances allant du bleu pâle au presque noir et l'ont mélangé avec des colorants jaunes indigènes issus de plantes du genre Chrysothamnus pour obtenir des effets verts brillants. Le rouge était le colorant le plus difficile à obtenir localement. Les premiers textiles navajos utilisent la cochenille, un extrait d'un insecte mésoaméricain, qui empruntait souvent une route commerciale détournée à travers l'Espagne et l'Angleterre avant d'arriver chez les Navajos. Les fils rouges utilisés dans le tissage navajo avaient tendance à être effilochés à partir de textiles importés. Les Navajos obtenaient une teinture noire grâce à la poix de pignons et aux cendres.
Après l'arrivée du chemin de fer au début des années 1880, les colorants à l'aniline sont devenus disponibles dans des tons vifs de rouge, orange, vert, violet et jaune. Les tissages voyants eyedazzler ont dominé les dernières années du XIXe siècle. L'esthétique du tissage navajo a subi des changements rapides alors que les artisans expérimentaient la nouvelle palette et qu'une nouvelle clientèle pénétrait dans la région dont les goûts différaient des acheteurs précédents. Au cours des dernières années du XIXe siècle, les Navajos ont continué à produire des styles antérieurs pour les clients traditionnels tout en adoptant de nouvelles techniques pour un deuxième marché.

### Tissage

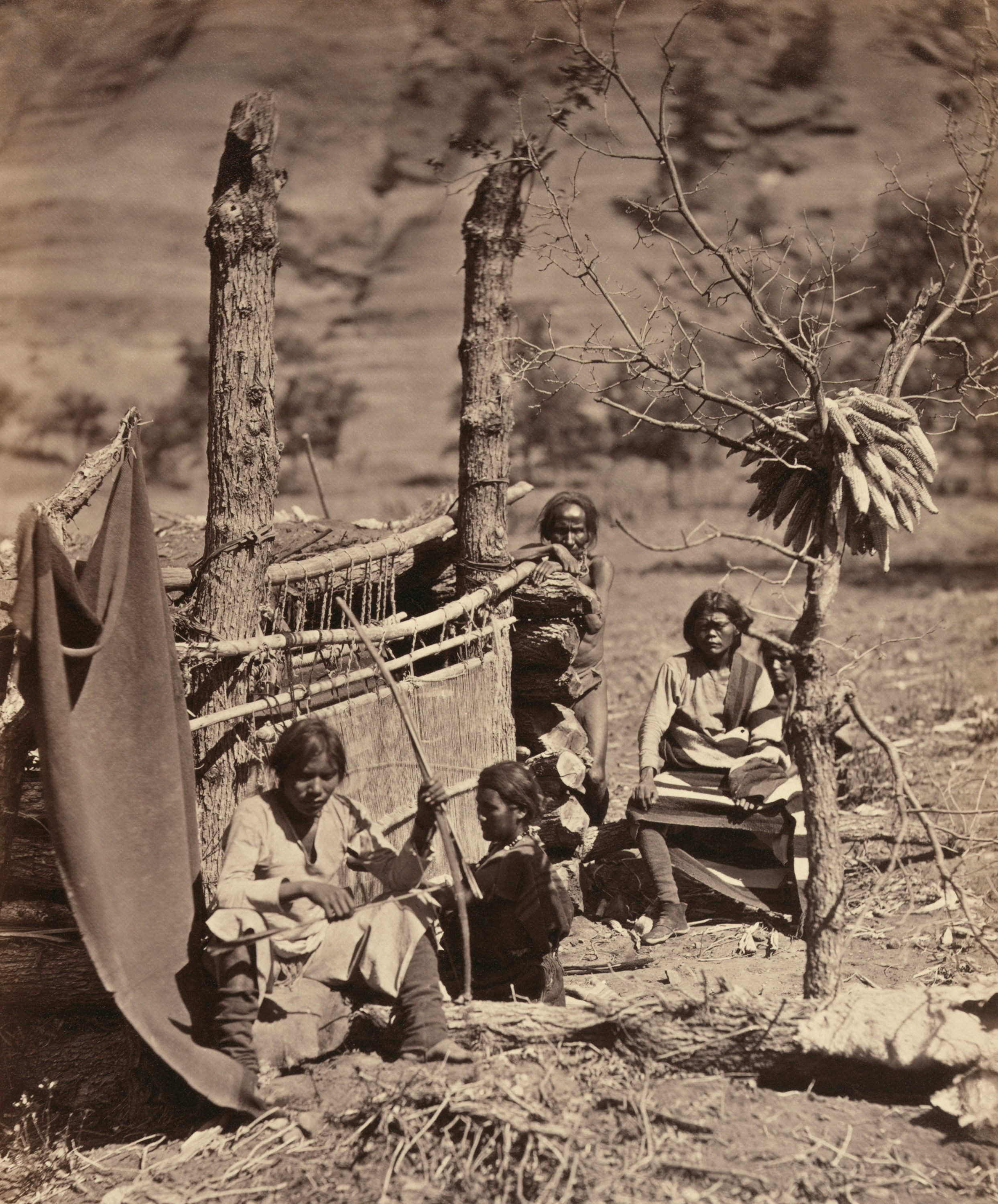
Famille navajo avec un métier à tisser. Près de Old Fort Defiance, Nouveau-Mexique. Photographie à l'albumine, 1873.

Le tissage traditionnel navajo utilisait des métiers verticaux sans pièces mobiles. Les poteaux de soutien étaient traditionnellement construits en bois ; les tuyaux en acier sont plus courants aujourd'hui. L'artisan s'assoit sur le sol pendant le tissage et enroule la partie finie du tissu sous le métier à tisser au fur et à mesure de sa croissance. Le tisserand moyen met de deux mois à plusieurs années pour terminer un seul tapis. La taille détermine grandement le temps passé à tisser un tapis. Le rapport des fils de trame aux fils de chaîne était bon avant l'internement de Bosque Redondo et a diminué au cours des décennies suivantes, puis a quelque peu augmenté pour atteindre un rapport moyen de cinq pour un pour la période 1920-1940. Les chaînes du XIXe siècle étaient de la laine colorée filée à la main ou de la ficelle de coton, puis sont passées à la laine blanche filée à la main dans les premières décennies du XXe siècle.

#### Tisseuses
- Daisy Taugelchee
- Grace Henderson Nez
- Elle of Ganado